# Nonzee Nimibutr
Nonzee Nimibutr (thaï นนทรีย์ นิมิบุตร), né dans la province de Nonthaburi le 18 décembre 1962, est un réalisateur, un scénariste et un producteur thaïlandais.
C'est un des principaux artisans de la « nouvelle vague » du cinéma thaïlandais, avec notamment Apichatpong Weerasethakul, Pen-ek Ratanaruang, Wisit Sasanatieng, Tanit Jitnukul, les frères Pang et Songyos Sugmakanan.
Il est le premier à rompre avec l'ancienne génération de l'industrie du film thaï et ses deux premiers films, Dang Bireley and the Young Gangster et Nang Nak, ont battu tous les records au box office,,.

## Biographie[7]

### Années 1980: les études
Nonzee Nimibutr étudie la publicité cinématographique et télévisuelle à l'université de Silpakorn. Wisit Sasanatieng est un de ses camarades de classe. Il obtient une licence (plus exactement un bachelor, 4 années d'étude)  en publicité en 1987.

### À partir de 1988: début à la télévision et dans la publicité
En 1988, Nonzee fonde sa compagnie Buddy Film and Video. Il commence sa carrière comme directeur d'une télévision commerciale et comme producteur de clips vidéo de musique.
Il est publiciste responsable de plus de 180 pubs télé.

### À partir de 1997: réalisateur et producteur de cinéma[9]
En 1997 l'Asie du Sud-Est sombre dans une violente crise financière et économique. La production thaïlandaise de longs-métrages est devenue quasi inexistante.
Nonzee Nimibutr saisit cette occasion pour se lancer dans le cinéma.

#### Réalisateur
En 1997, il réalise son premier film Dang Bireley's and Young Gangsters basé sur un scénario de Wisit Sasanatieng. Ce film se déroule au milieu des années 1950 dans une Thaïlande fortement influencé par la culture américaine.
Puis en 1999, il tourne son chef-d’œuvre, la superbe version élégiaque de la plus célèbre histoire de fantômes thaïlandaise Nang Nak(dont le scénario est aussi écrit par Wisit Sasanatieng). C'est un immense succès populaire et commercial.
Ensuite, en 2001, il raconte dans Jan Dara des histoires d'amour impossibles et dénonce l'hypocrisie de la bourgeoisie en matière de sexualité. De nombreuses scènes de ce film sont censurées et coupées.

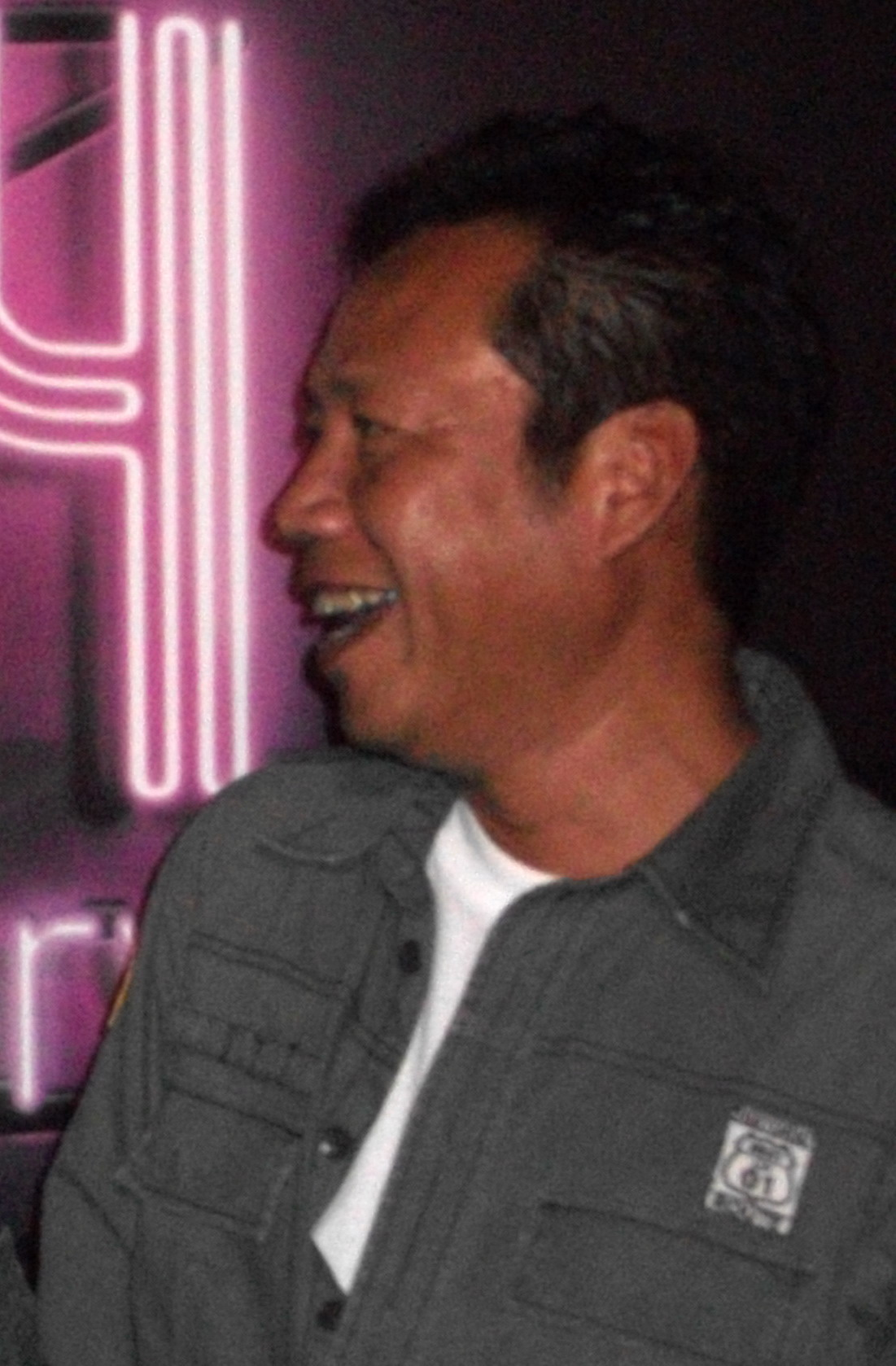
Nonzee Nimibutr en 2009

Il participe en 2002 avec un moyen-métrage (La roue) au film 3 histoires de l'au-delà.
Puis il essaie d'aborder la question de l'intolérance religieuse menant au meurtre et au terrorisme dans le film Baytong.
Et dernièrement, il réalise une superproduction à l'américaine, le film historico-fantaisiste Pirates de Langkasuka en 2008.
Nonzee Nimibutr tourne aussi des séries télé : The Four Element (2009), Above the Cloud (2010) et The Sorcerer (2012) ; et la série Beyond the Clouds (Nua (ou Nuer) Mek 2 / เหนือเมฆ 2 มือปราบจอมขมังเวทย์) qui a fait couler beaucoup d'encre dans la presse au début de l'année 2013 car elle a été censurée brusquement  par le pouvoir du parti Pheu Thai juste deux heures avant la diffusion des trois derniers épisodes.

#### Producteur
Mais le rôle majeur de Nonzee Nimibutr dans la "Nouvelle vague" thaïlandaise est sans doute celui de producteur avec sa compagnie de production Cinemasia. En effet, il produit la plupart des films des nouveaux réalisateurs (qui souvent travaillent avec lui dans la publicité et à la télévision) :
- Crime Kings (1998) de Tanit Jitnukul;

- Les larmes du Tigre noir (2000) de Wisit Sasanatieng;
- Monrak Transistor (2001) et Last Life in the Universe (2003) de Pen-ek Ratanaruang;
- Bang Rajan (2000) de Jitnukul Thanit;
- Quelques films des frères Pang : Bangkok Dangerous (1999) et The Eye 2 (2004)
- The Letter (เดอะ เลตเตอร์ จดหมายรัก)[19] (2004) de  Pa-oon Chantarasiri[20]
- et, associé avec Chatrichalerm Yukol, le film The Overture de Ittisoontorn Vitchailak en 2004[21].

## Filmographie
- 1997 : Dang Bireley's and Young Gangsters (2499 อันธพาลครองเมือง / 2499 Antapan Krong Muang)[22]
- 1999 : Nang Nak (นางนาก)[23]
- 2001 : Jan Dara (จัน ดารา)[24]
- 2002 : Trois Histoires de l'au-delà - segment La Roue (三更)[25]
- 2003 : OK Baytong (โอเค เบตง)[26],[27],[28]
- 2008 : Pirates de Langkasuka (ปืนใหญ่จอมสลัด, Puen yai jom sa lad)[29]
- 2012 : Distortion (คน-โลก-จิต / Khon Lohk Jit)[30]
- 2014 : Timeline: The Letter of Memory (จดหมาย ความทรงจำ)